# متاپلن
متاپلن (انگلیسی: Metaplan) شرکت مشاور مدیریت آلمانی است، که در سال ۱۹۵۹ تأسیس شد.